# Поклоніння пастухів (картина Корреджо)
«Поклоніння пастухів» (італ. Adorazione dei pastori також «Свята ніч», «Ніч», «Різдво» (італ. La Notte) — картина італійського художника Корреджо, завершена близько 1530 року. Виставлена в Галереї старих майстрів у Дрездені.

## Історія
Картина була замовлена в жовтні 1522 року Альберто Пратонері для сімейної каплиці в церкві святого Просперо в Реджо-нель-Емілія. Після завершення роботи картина була там поміщена в 1530 році. У 1640 році герцог Франческо I д'Есте забрав її в свою приватну галерею, а в 1746 році картина була перевезена в Дрезден. 
За Євангелієм від Луки до пастухів явився ангел і повідомив про народження Месії: І сказав їм Ангел: «не бійтесь, я повідомляю вам велику радість, яка буде всім людям: бо народився вам у місті Давидовім Спаситель, який є Христом Господь; і ось вам знак: ви знайдете Дитину, яка лежить у яслах».

## Опис картини
На картині ангели зображені пронизаними променями світла. Пастух вже у хліві. Він на власні очі бачать новонародженого Христа. Собака недовірливо обнюхує ясла, в яких лежить немовля Ісус, який, здається, опромінює обличчя щасливої молодої матері. Одна із служниць засліплена світлом, інша ж радіє разом з пастухом. Йосип не бере участі в загальному дійстві, він зображений вдалині.
.

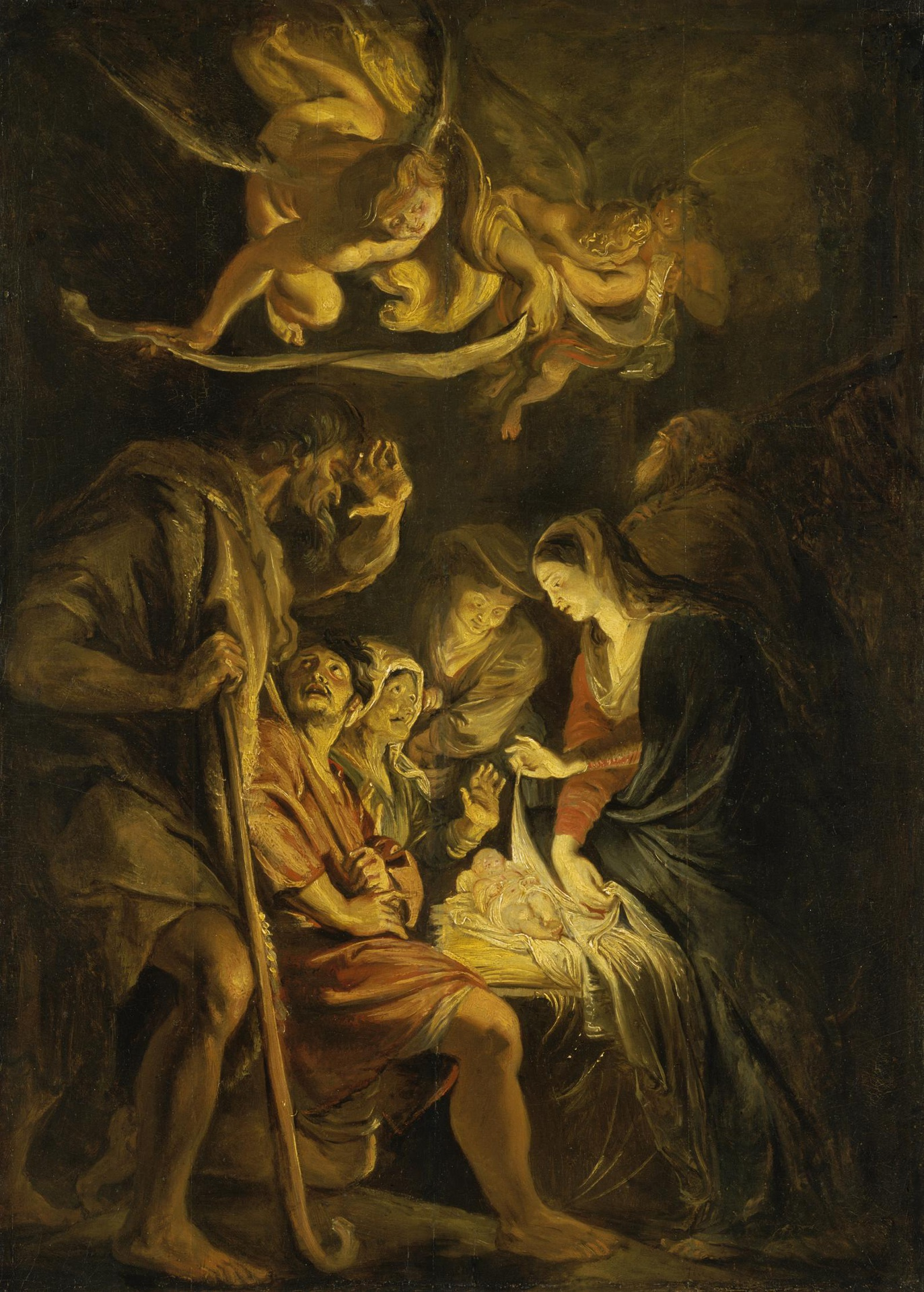
Рубенс. «Поклоніння пастухів». Ермітаж, Санкт-Петербург

Твори Корреджо відрізняються новаторською роботою зі світлом і тінню. У «Поклонінні пастухів» він використовує світло для створення балансу між жвавою сценою зліва і тихою радістю в правій частині. Цю картину називали першою значною нічною сценою в європейському живописі. Тут народження Ісуса перетворюється в диво світу, хоча Корреджо не був першим, хто інтерпретував образ Христа, як «світоча світу». «Поклоніння волхвів» вплинула на роботу зі світлом багатьох художників Ломбардської школи. Вона використовувалася як приклад для наслідування такими майстрами, як Камілло Прокаччіні, Лука Камбьязо, Гвідо Рені, Доменікіно, Федеріко Бароччі і Карло Маратта. В однойменній картині Рубенса також помітно сильний вплив цієї картини.